# Santino Ferrucci
Santino Ferrucci,  né le 31 mai 1998 à Woodbury (Connecticut), est un pilote automobile américain qui participe en 2020 au championnat d'IndyCar Series avec l’écurie Dale Coyne Racing with Vasser-Sullivan.

## Biographie

### Débuts en compétition aux États-Unis (2012-2013)
Après avoir commencé par le karting, Santino Ferrucci fait ses débuts en monoplace 2012, alors qu'il n'a que 14 ans. Il commence sa carrière en SBF2000 Winter Series et remporte trois courses sur dix. En 2013, il participe au championnat de F2000 et se classe 5e du championnat.

### La Formule 3 européenne (2014-2015)
En 2014, Santino Ferrucci traverse l'Atlantique rejoint le championnat d'Allemagne de Formule 3 avec EuroInternational. Après quelques courses, il s'engage en championnat d'Europe de Formule 3 et inscrit 24 points. En fin de saison, il change d'écurie et passe chez Fortec Motorsports. Il termine l'année par le Grand Prix de Macao, qu'il achève en 8e position.
Début 2015, Santino Ferrucci participe aux Toyota Racing Series. Il obtient six podiums et une victoire, et termine 3e de ce mini-championnat hivernal. Il signe ensuite chez Mücke Motorsport pour une deuxième saison dans le championnat d'Europe de Formule 3. Il se classe 11e du championnat et finit également 6e à Macao.

### Le GP3 Series (2016-2017)
En 2016, Santino Ferrucci passe en GP3 Series avec DAMS. Il enchaîne notamment quatre arrivées consécutives dans les points à Hockenheim et à Spa-Francorchamps, avec un podium en Belgique. Il inscrit un total de 36 points en termine 12e au classement des pilotes.
DAMS conserve Santino Ferrucci pour la saison 2017. Il ne participe qu'aux trois premières manches de la saison, et marque trois points. En parallèle, il rejoint Haas F1 Team en tant que pilote de développement de l'écurie américaine.

### Passage litigieux en Formule 2 (2017-2018)

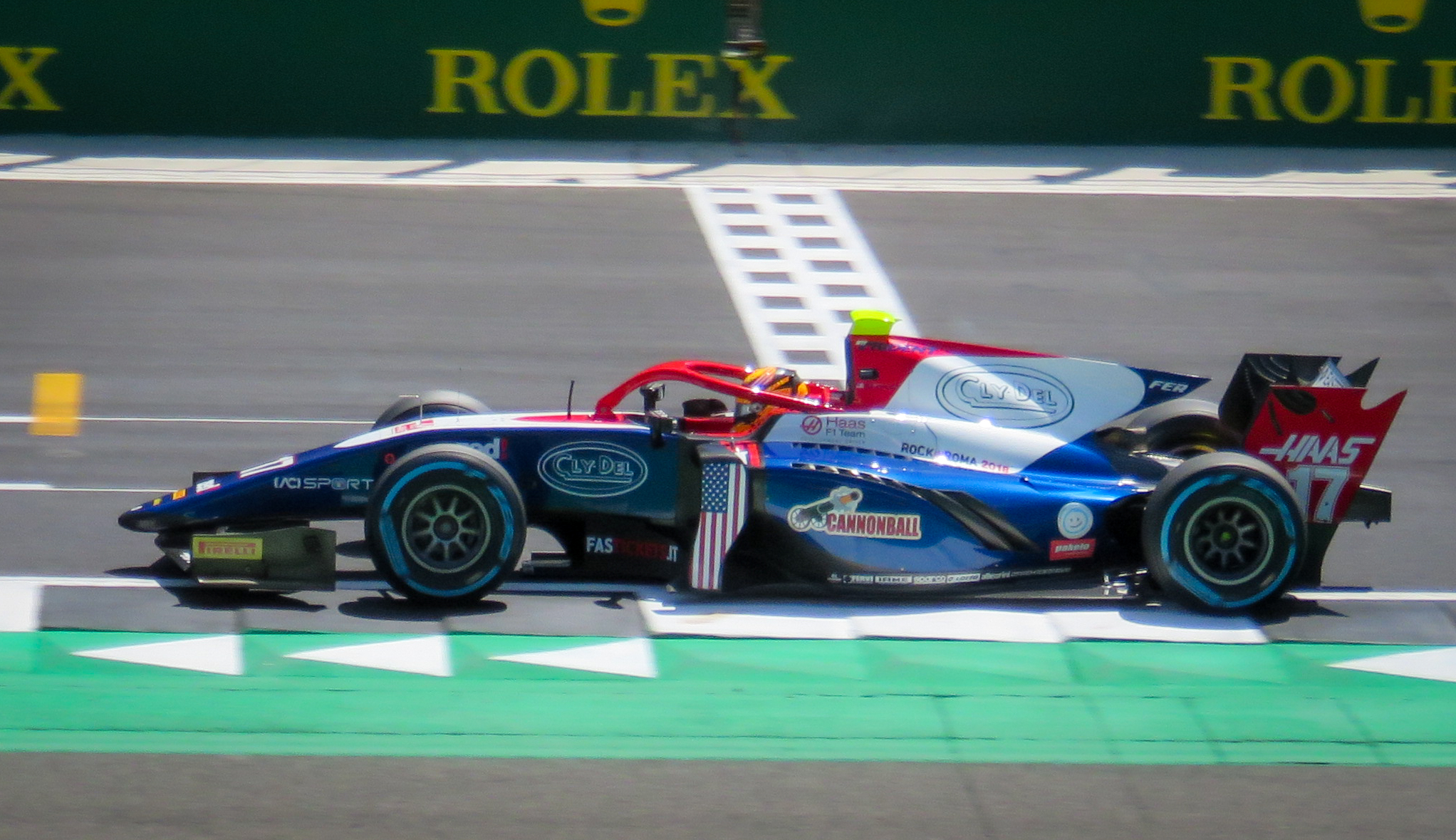
Santino Ferrucci en Formule 2 en 2018.

En effet, après la manche de Silverstone, Santino Ferrucci quitte le GP3 Series et rejoint l'échelon supérieur, la Formule 2, avec Trident. Il termine dans les points dès sa première apparition à Budapest, puis à Spa-Francorchamps. Avec quatre points, il se classe 22e du championnat, devant son équipier Nabil Jeffri qui a disputé toute la saison.
Il reste chez Trident en 2018 et fait équipe avec Arjun Maini, également couvé par Haas. Lors de la course sprint de Silverstone, Santino Ferrucci fait preuve d’agressivité envers son coéquipier, heurtant volontairement et insultant l’Indien alors que la ligne d'arrivée est passée. Il est également sanctionné pour avoir tenu son téléphone portable à la main alors qu'il conduisait sa monoplace entre le paddock et la voie des stands. Disqualifié et convoqué par les commissaires, il refuse de s'y rendre et écope d'une amende de 66 000 euros. Dans un premier temps, il est exclu pour les quatre meetings suivants, avant que Trident ne décide de se séparer de lui une dizaine de jours plus tard. Il conserve néanmoins son rôle chez Haas. En octobre, il est condamné à verser 502 000 euros à son ancienne équipe Trident. Sur le plan sportif, il termine 19e avec sept points.

### Retour aux États-Unis en IndyCar Series (depuis 2018)

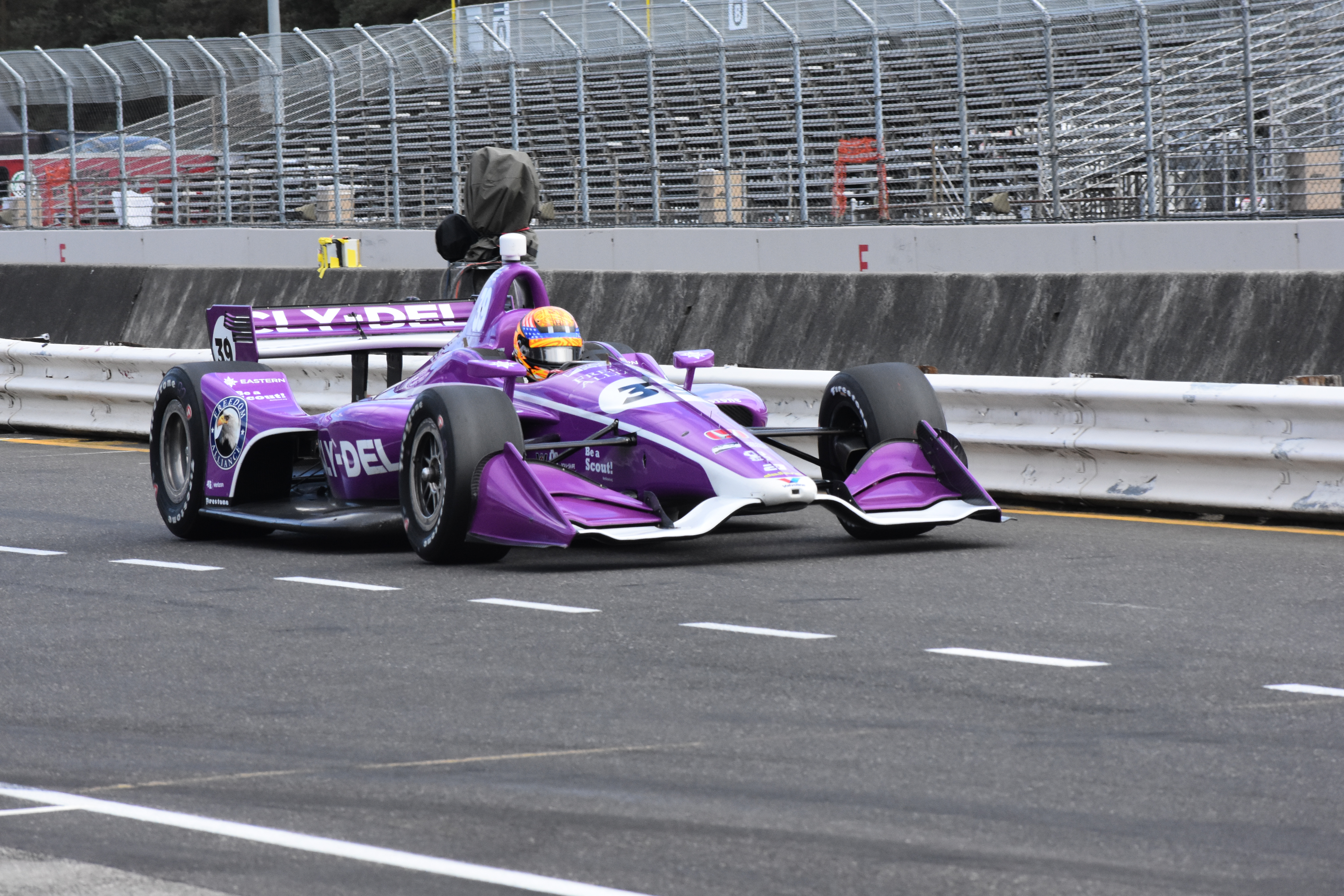
Santino Ferrucci en IndyCar Series en 2018.

Malgré ses frasques, Santino Ferrucci trouve refuge chez Dale Coyne Racing en IndyCar Series pour disputer les dernières courses de la saison 2018.
En 2019, Dayle Coyne Racing renouvèle sa confiance en lui et Santino Ferrucci dispute la saison complète. 
Il termine notamment 7e des 500 miles d'Indianapolis, et ses meilleurs résultats sont trois 4e places. Il termine 13e du championnat. 
Santino Ferrucci rempile avec Dale Coyne Racing pour une nouvelle saison en 2020. Dans une année marquée par la pandémie de Covid-19, il brille de nouveau à Indianapolis avec une 4e place finale. Pour la deuxième année consécutive, il termine 13e du championnat, un point seulement derrière Marcus Ericsson.

## Carrière

### Résultats en monoplace
| Saison | Championnat                       | Écurie                              | Courses | Victoires | Pole positions | Meilleurs tours | Podiums | Points | Classement |
| ------ | --------------------------------- | ----------------------------------- | ------- | --------- | -------------- | --------------- | ------- | ------ | ---------- |
| 2013   | F2000 Championship                | aucune écurie                       | 8       | 0         | 1              | 0               | 4       | 288    | 5e         |
| 2014   | Championnat d'Europe de Formule 3 | EuroInternational Fortec Motorsport | 20      | 0         | 0              | 0               | 0       | 24     | 19e        |
| 2015   | Championnat d'Europe de Formule 3 | Mücke Motorsport                    | 33      | 0         | 0              | 1               | 1       | 91     | 11e        |
| 2015   | Toyota Racing Series              | Giles Motorsport                    | 16      | 1         | 0              | 2               | 6       | 765    | 3e         |
| 2016   | GP3 Series                        | DAMS                                | 18      | 0         | 0              | 0               | 1       | 36     | 12e        |
| 2017   | Formule 2                         | Trident                             | 10      | 0         | 0              | 0               | 0       | 4      | 22e        |
| 2017   | GP3 Series                        | DAMS                                | 6       | 0         | 0              | 0               | 0       | 3      | 19e        |
| 2018   | Formule 2                         | Trident                             | 13      | 0         | 0              | 0               | 0       | 7      | 19e        |

### Résultats en IndyCar Series
| Saison | Écurie                                 | GP disputés | Pole positions | Victoires | Podiums | Meilleur tours | Points inscrits | Classement |
| ------ | -------------------------------------- | ----------- | -------------- | --------- | ------- | -------------- | --------------- | ---------- |
| 2018   | Dale Coyne Racing                      | 4           | 0              | 0         | 0       | 0              | 66              | 27e        |
| 2019   | Dale Coyne Racing                      | 17          | 0              | 0         | 0       | 0              | 351             | 13e        |
| 2020   | Dale Coyne Racing with Vasser-Sullivan | 14          | 0              | 0         | 1       | 1              | 290             | 13e        |
| 2021   | Rahal Letterman Lanigan Racing         | 5           | 0              | 0         | 0       | 1              | 146             | 23e        |
| 2023   | A. J. Foyt Enterprises                 | 17          | 0              | 0         | 1       | 0              | 214             | 18e        |
| 2024   | A. J. Foyt Enterprises                 | 18          | 1              | 0         | 0       | 0              | 367             | 9e         |
| 2025   | A. J. Foyt Enterprises                 |             |                |           |         |                |                 |            |

### Résultats aux 500 miles d'Indianapolis
| Année | Châssis | Moteur | Départ | Arrivée | Équipe                                 |
| ----- | ------- | ------ | ------ | ------- | -------------------------------------- |
| 2019  | Dallara | Honda  | 23     | 7       | Dale Coyne Racing                      |
| 2020  | Dallara | Honda  | 19     | 4       | Dale Coyne Racing with Vasser-Sullivan |